# 亚东隙蛛
亚东隙蛛（学名：Coelotes yadongensis）为暗蛛科隙蛛属的动物。在中国大陆，分布于西藏等地。该物种的模式产地在西藏。